# Tmethis saussurei
Tmethis saussurei är en insektsart som beskrevs av Boris Petrovich Uvarov 1917. Tmethis saussurei ingår i släktet Tmethis och familjen Pamphagidae. Inga underarter finns listade i Catalogue of Life.